# Poczta Główna we Frankfurcie nad Odrą

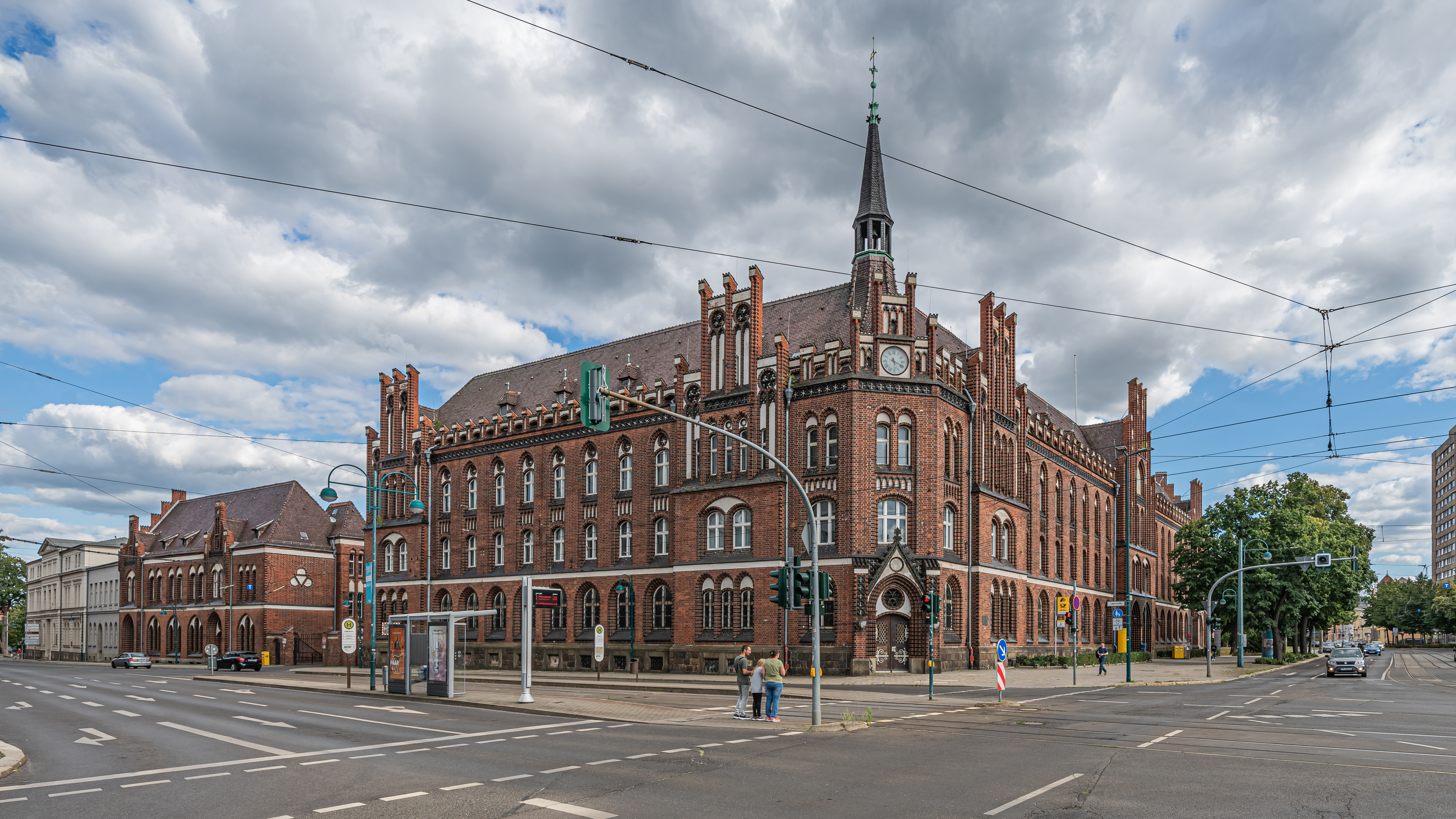
Poczta Główna we Frankfurcie nad Odrą

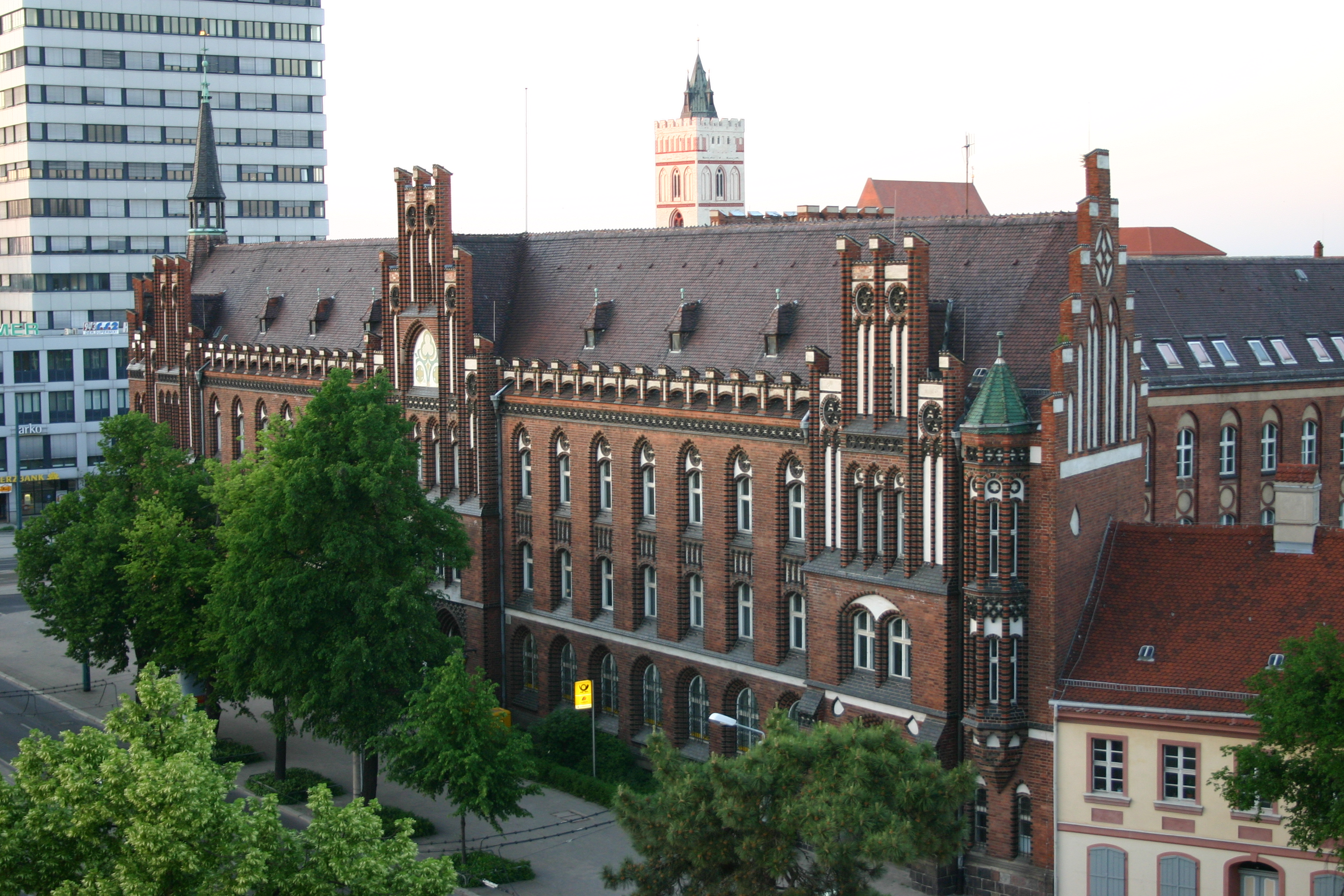
Budynek od strony południowo-zachodniej

Poczta Główna we Frankfurcie nad Odrą – budynek wzniesiony w stylu neogotyckim w latach 1899–1902, w czasie kadencji nadburmistrza Paula Adolpha, pod nazwą Cesarska Wyższa Dyrekcja Pocztowa (Kaiserliche Oberpost-Direktion) z urzędem paczkowym pod generalnym poczmistrzem Heinrichem Stephanem.

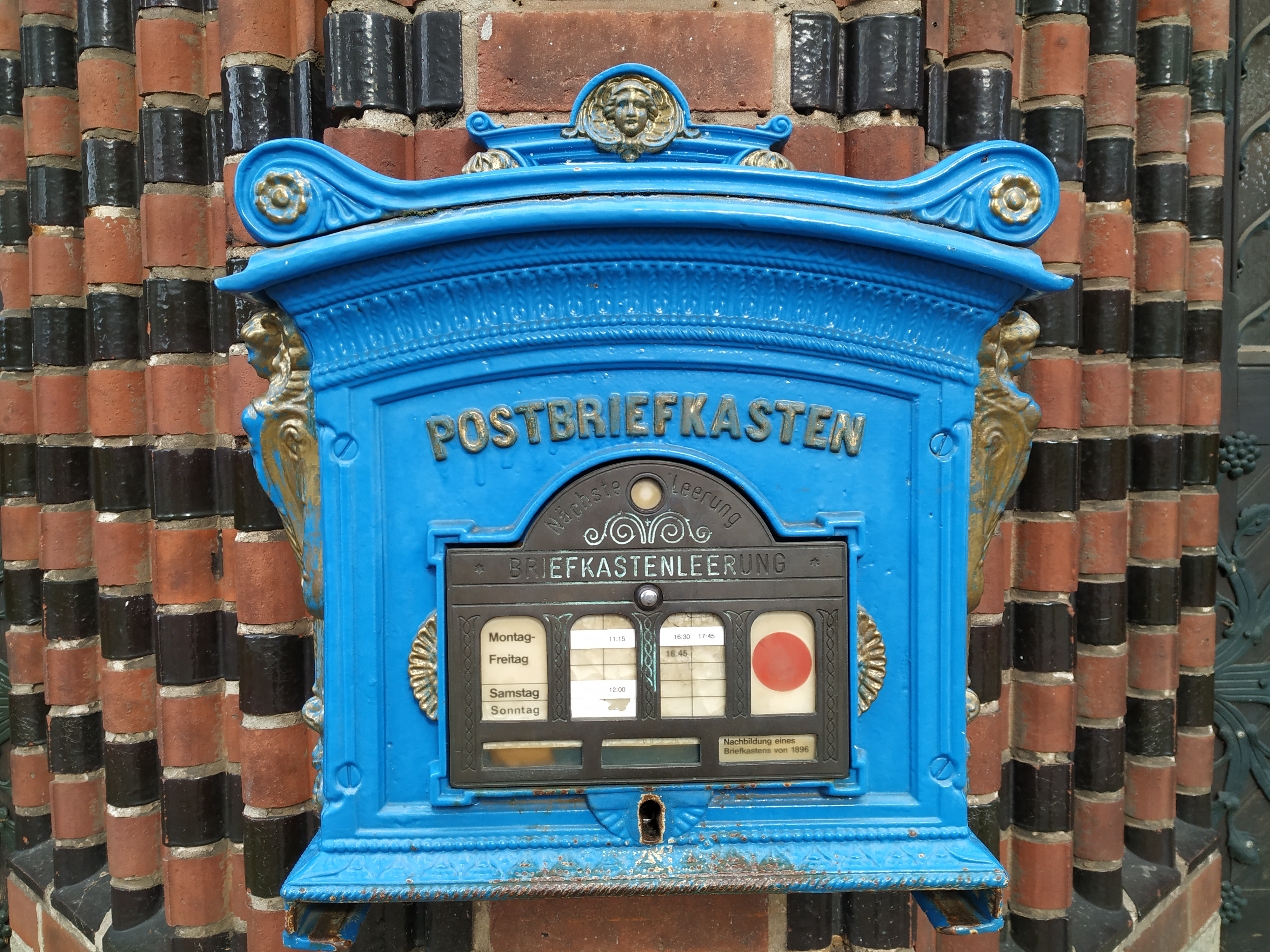
Zabytkowa skrzynka pocztowa z okresu Cesarstwa Niemieckiego

Budowa tej poczty pochłonęła wyjątkowo wysokie nakłady finansowe i była jedną z większych tego typu inwestycji okresu Cesarstwa Niemieckiego.